# Рохир Блокланд
Рохир Блокланд (на нидерландски: Rogier Philip Charles Eduard Blokland * 16 февруари 1971 в Дордрехт) е нидерландски лингвист и професор по угро-фински езици в Университета в Упсала, Швеция.

## Биография
Следва в Университета на Хронинген (Нидерландия), където получава магистърска степен през 1997 г. и докторска през 2005 г. (под ръководството на проф. Корнелиус Хаселблат). След завършването на докторантурата той работи като лектор и научен сътрудник към различни университети: напр. Талинския университет, Тартуския университет, Грайфсвалдския университет (Германия) и Хумболтовия университет в Берлин.
От 2005 до 2006 г. Блокланд замества Корнелиус Хаселблат като ръководител на катедрата по угро-фински езици към Университета в Хронинген, а от 2009 до 2010 г. е временно завеждащ катедрата по угро-фински и уралски изследвания към Университета в Хамбург (преди това ръководена от Евгений Хелимски). От 2011 до 2014 г. Блокланд работи като главен асистент при катедрата по угро-фински изследвания с ръководител проф. Елена Скрибник към Лудвиг Максимилиан университет в Мюнхен.
През 2014 г. Рохир Блокланд, наследявайки Ларс-Гунар Ларшон, става професор по угро-фински езици при Департамента за съвременни езици към Университета в Упсала.

## Научна дейност
Блокланд се занимава предимно с езиците от балто-финската, пермската и саамската група на угро-финските езици, поставяйки особен акцент върху документирането на езиците и изследването на междуезиковите контакти.

## Избрани публикации
Монографии
- „The Russian loanwords in literary Estonian“, Wiesbaden (2009)

Редактирани сборници
- „Language and Identity in the Finno-Ugric World“, Maastricht (with Cornelius Hasselblatt) (2007)
- „Finno-Ugrians and Indo-Europeans: Linguistic and Literary Contacts“, Maastricht (with Cornelius Hasselblatt) (2002)

Статии
- 2012 Borrowed pronouns: evidence from Uralic. „Finnisch-ugrische Mitteilungen“ 35: 1–35
- 2011 Komi-Saami-Russian contacts on the Kola Peninsula. „Language Contact in Times of Globalization“, edited by Cornelius Hasselblatt, Peter Houtzagers & Remco van Pareren. Amsterdam & New York. 5–26 (with Michael Rießler)
- 2010 Vene mõju eesti keeles. „Keele rajad. Pühendusteos professor Helle Metslangi 60. sünnipäevaks“, edited by Ilona Tragel. Tartu. 35–54 (with Petar Kehayov)
- 2003 The endangered Uralic languages. „Language Death and Language Maintenance. Theoretical, practical and descriptive approaches“, edited by Mark Janse & Sijmen Tol. Amsterdam. 107–141 (with Cornelius Hasselblatt)
- 2002 Phonotactics and Estonian etymology. „Finno-Ugrians and Indo-Europeans. Linguistic and Literary Contacts“, edited by Rogier Blokland & Cornelius Hasselblatt. Maastricht. 46–50
- 2000 Allative, genitive and partitive. On the dative in Old Finnish. „Congressus Nonus Internationalis Fenno-Ugristarum“ IV. Tartu. 421–431 (with Nobufumi Inaba)